# 茂基
茂基（英語：cyclopentadienyl）為一化學名詞，常用來表示分子式為C5H5−的环状離子，簡稱Cp−。
茂基是環戊二烯去質子後的產物。茂基有五個碳，形成一個平面五邊形的環，每一個碳都連接一個氫原子。茂基離子具有芳香性，碳原子之間的鍵長均等長。
茂基和金屬生成的茂基配合物及茂金屬是有機金屬化學常見的化合物之一，例如二茂鐵。

## 共振和芳香性
茂基陰離子是平面环状的正五邊形離子，有6個π電子（4n + 2，其中n = 1），滿足休克尔法则，因此具有芳香性。每一個雙鍵以及孤電子對提供2個π電子，是環上的離域電子。茂基陰離子是共轭体系，其中的π鍵以及σ鍵交錯出現。
环戊二烯的pKa約為16，其酸性和許多含碳酸都要強。酸性較強的原因是因為其共軛鹼茂基陰離子的穩定。

## 配體

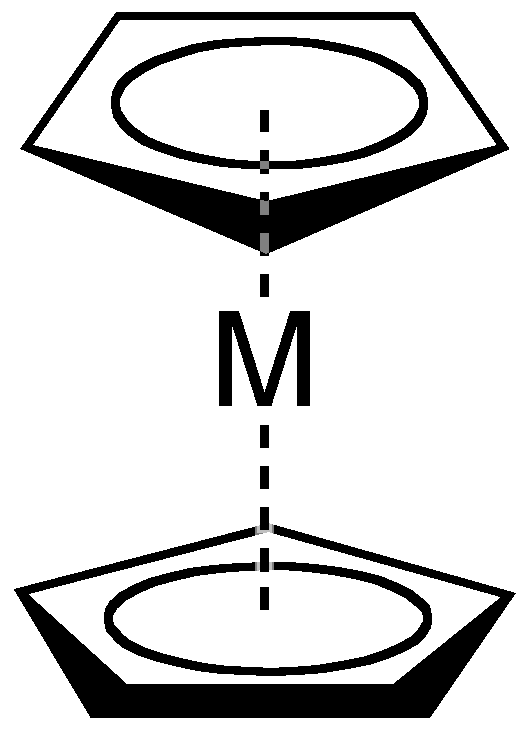
茂金屬結構，其中的M是金屬

茂基陰離子可以形成許多的茂基配合物